# Arkanoid
Arkanoid — видеоигра для игровых автоматов, разработанная компанией Taito в 1986 году. Игра основана на играх серии Breakout фирмы Atari. Именно её название стало нарицательным для класса подобных игр.
Игрок управляет небольшой платформой-ракеткой, которую можно передвигать горизонтально от одной стенки до другой. Ракетку следует подставлять под летящий шарик и отбивать, чтобы тот не упал вниз. Удар шарика по кирпичу приводит к разрушению кирпича. После того, как все кирпичи на данном уровне разбиты, происходит переход на следующий уровень с новым набором кирпичей. Есть и некоторое разнообразие: определённые кирпичи нужно ударять несколько раз для разрушения; иногда появляются летающие враги, от которых отталкивается шарик; удар по некоторым кирпичам приводит к выпадению из них капсул-призов — приз активируется, если поймать такую капсулу ракеткой.
На последнем уровне игрок сражается с «боссом» игры по имени Doh. При этом используются все оставшиеся в запасе ракетки, то есть после этого уровня новых уровней уже нет.
Было создано четыре версии игрового автомата: Arkanoid (1986), Tournament Arkanoid (1986), Revenge of Doh (1987, Arkanoid II), а также Arkanoid Returns (1997).
В середине-конце 1980-х годов версии игры выходили для различных 8-разрядных бытовых компьютеров — (Amstrad CPC, Apple II, Atari 800, Commodore 64, MSX, ZX Spectrum), игровых консолей (Game Boy, NES) и 16-разрядных компьютеров (Amiga, Apple IIgs, Atari ST). Также существовали неофициальные версии для советских бытовых компьютеров, например, для БК-0010 и Вектор-06Ц. Версия для игровой консоли SNES называлась Arkanoid: Doh It Again (1997). В Японии для Sony Playstation была выпущена версия Arkanoid Returns и сиквел Arkanoid Returns 2000.